# Basiglio
Basiglio település Olaszországban, Lombardia régióban, Milánó megyében. Lakosainak száma 7936 fő (2023. január 1.). Basiglio Lacchiarella, Rozzano, Zibido San Giacomo és Pieve Emanuele községekkel határos.

## Népesség
A település népességének változása:
| Lakosok száma | 7761 | 7846 | 7926 | 7936 |
|               | 2013 | 2017 | 2018 | 2023 |